# Eckhard Bonow
Eckhard Bonow (* 21. Dezember 1956) ist ein deutscher ehemaliger Fußballtorwart (DDR).
Zu seinem einzigen Pflichtspieleinsatz für die 1. Herrenmannschaft des F.C. Hansa Rostock kam Bonow am 10. November 1973. Hansa erreichte als Vertreter der höchsten Spielklasse, der DDR-Oberliga, das Achtelfinale des nationalen Vereinspokals der DDR, dem FDGB-Pokal, und traf in dieser Runde auf den Zweitligisten Dynamo Dresden II. Da in jener Zeit die drei Stamm-Torhüter der Hanseaten, Dieter Schneider, Bernd Jakubowski und Peter Below, verletzungsbedingt ausfielen, rückte der noch 16-jährige Bonow per Sondergenehmigung ins Oberligateam der Mecklenburger auf. Unter Co-Trainer Jürgen Heinsch, der in diesem Achtelfinal-Hinspiel Hansa-Trainer Heinz Werner vertrat, absolvierte er diese Partie, welche im Philipp-Müller-Stadion im Osten von Dresden stattfand, und musste eine 0:4-Niederlage hinnehmen. Im heutigen Stadion Bodenbacher Straße lag der noch junge Schlussmann mit Hansa schon zur Halbzeit 0:2 zurück. Beide Treffer erzielte der Dresdner Klaus Sammer hierbei per Kopf, dem nach Wiederanpfiff mit gleicher Technik noch ein weiters Tor zum zwischenzeitlichen 3:0 gelang. Dynamo-Spieler Horst Friedl stellte letztlich den Endstand der Partie her. Diese einzige Niederlage im einzigen Spiel im Dress der Hanseaten erlebte Eckhard Bonow zusammen mit, unter anderem, Joachim Streich, Lothar Hahn und Eckart Märzke vor offiziell 5000 Zuschauern.
Im Achtelfinal-Rückspiel jener FDGB-Pokal-Saison 1973/74, welches Hansa Rostock eine Woche später im Ostseestadion mit 5:2 gewann und somit dennoch aus dem Pokalwettbewerb ausschied, wurde Bonow durch den genesenen Dieter Schneider ersetzt.